# Championnats du monde de pentathlon moderne 2002
Navigation
Édition précédente Édition suivante
Les Championnats du monde de pentathlon moderne 2002 se sont tenus à San Francisco, aux  États-Unis.

## Podiums

### Hommes
| Épreuves    | Or                                                          | Argent                                                            | Bronze                                                            |
| ----------- | ----------------------------------------------------------- | ----------------------------------------------------------------- | ----------------------------------------------------------------- |
| Individuel  | Tchéquie Michal Sedlecký                                    | Suède Erik Johansson (en)                                         | Allemagne Eric Walther                                            |
| Par équipes | Hongrie Viktor Horváth Sándor Fülep Gábor Balogh            | Tchéquie Michal Michalík Michal Sedlecký Libor Capalini           | Lituanie Edvinas Krungolcas Tadas Žemaitis Andrejus Zadneprovskis |
| Relais      | Allemagne Eric Walther Sebastian Dietz Carsten Niederberger | Lituanie Andrejus Zadneprovskis Edvinas Krungolcas Tadas Žemaitis | Pologne Maciej Bogucki Marcin Horbacz Andrzej Stefanek            |

### Femmes
| Épreuves    | Or                                                              | Argent                                                   | Bronze                                                          |
| ----------- | --------------------------------------------------------------- | -------------------------------------------------------- | --------------------------------------------------------------- |
| Individuel  | Hongrie Bea Simóka                                              | Hongrie Zsuzsanna Vörös                                  | Royaume-Uni Georgina Harland                                    |
| Par équipes | Hongrie Bea Simóka Zsuzsanna Vörös Csilla Füri                  | Italie Claudia Corsini Federica Foghetti Claudia Cerutti | Russie Tatyana Muratova Yevdokia Grechishnikova Marina Kolonina |
| Relais      | Tchéquie Lucie Grolichová Alexandra Kalinovská Olga Voženílková | Italie Claudia Cerutti Claudia Corsini Sara Bertoli      | Hongrie Zsuzsanna Vörös Vivien Máthé Bea Simóka                 |